# National Collegiate Athletic Association
A National Collegiate Athletic Association (NCAA) egy nonprofit szervezet, amely 1268 amerikai intézmény és csoport tanuló sportolóit felügyeli Észak-Amerikában. Egyetemek sporteseményeit is szervezi ezek mellett az Egyesült Államokban és Kanadában, nagyjából 480 ezer sportoló tartozik alá. Központja Indianapolisban található.
1973 augusztusában az NCAA felvette a háromdivíziós rendszert. Az NCAA szabályzatai szerint az első és második divízióba tartozó iskolák ajánlhatnak fel sportolóknak ösztöndíjat, hogy az egyetemükön játszanak, míg a harmadik divíziós iskolák ezt nem tehetik meg. Általában a nagyobb iskolák tartoznak az első divízióba, míg a kisebbek a másodikba és harmadikba. 1978-ban az amerikai futball első divízióját tovább bontották I-A és I-AA csoportokra. 2006-ban ezeket átnevezték Football Bowl Subdivisionre (FBS) és Football Championship Subdivisionre (FCS). A 2016–2017-es évben az NCAA 1.06 milliárd dolláros bevétellel rendelkezett, amelynek több, mint 82%-át az első divíziós férfi kosárlabdatorna hozta.
Az NCAA korábban korlátozta, hogy a sportolók milyen járulékokat kaphattak egyetemeiktől. Ezek a szabályok főként az iskolákat segítették, a sportolókat pedig hátráltatták. 2021. június 21-én az Egyesült Államok Legfelsőbb Bírósága meghozta a döntést, hogy ezek a korlátozások törvényellenesek az Egyesült Államokban.

## Struktúra

### Elnökök
- Walter Byers (1951–1988)
- James Frank (1981–1983)
- Dick Schultz (1988–1993)
- Judith Sweet (1991–1993)
- Cedric Dempsey (1994–2002)[2]
- Myles Brand (2003–2009)[2][3]
- Jim Isch (helyettes) (2009–2010)[4]
- Mark Emmert (2010–2023)[5]
- Charlie Baker (2023–napjainkig)[6]

### Divíziók
| Évek            | Divízió                                | Divízió                                | Divízió                              | Divízió                        | Divízió                        |
| --------------- | -------------------------------------- | -------------------------------------- | ------------------------------------ | ------------------------------ | ------------------------------ |
| 1906–1956       | Nincs                                  | Nincs                                  | Nincs                                | Nincs                          | Nincs                          |
| 1956–1972       | University Division (nagy egyetemek)   | University Division (nagy egyetemek)   | University Division (nagy egyetemek) | Egyetemi divízió (kis egyetem) | Egyetemi divízió (kis egyetem) |
| 1973–napjainkig | Division I                             | Division I                             | Division I                           | Division II                    | Division III                   |
| 1978–2006       | Division I-A (csak amerikai futball)   | Division I-AA (csak amerikai futball)  | Division I-AAA                       | Division II                    | Division III                   |
| 2006–napjainkig | Division I FBS (csak amerikai futball) | Division I FCS (csak amerikai futball) | Division I (nem amerikai futball)    | Division II                    | Division III                   |

## Támogatott sportok
| Első divízió (F)        | Második divízió (F)     | Harmadik divízió (F) | Sport               | Első divízió (N) | Második divízió (N) | Harmadik divízió (N) |
| ----------------------- | ----------------------- | -------------------- | ------------------- | ---------------- | ------------------- | -------------------- |
| 1978– (FBS) 1978– (FCS) | 1973–                   | 1973–                | Amerikai futball    |                  |                     |                      |
| 1947–                   | 1968–                   | 1976–                | Baseball            |                  |                     |                      |
| 1965–                   | 1985–                   | 1985–                | Beltéri atlétika    | 1983–            | 1985; 1987–         | 1985; 1987–          |
| 1970–                   | 1970–                   | 2012–                | Beltéri röplabda    | 1981–            | 1981–               | 1981–                |
| 1928–                   | 1963–                   | 1974–                | Birkózás            |                  |                     |                      |
|                         |                         |                      | Bowling             | 2004–            | 2004–               | 2004–                |
|                         |                         |                      | Evezés              | 1997–            | 2002–               | 2002–                |
| 1939–                   | 1963–                   | 1975–                | Golf                | 1982–            | 1996–99; 2000–      | 1996–99; 2000–       |
|                         |                         |                      | Gyeplabda           | 1981–            | 1981–               | 1981–                |
| 1948–                   | 1978–84; 1993–99        | 1984–                | Jégkorong           | 2001–            |                     | 2002–                |
| 1939–                   | 1957–                   | 1975–                | Kosárlabda          | 1982–            | 1982–               | 1982–                |
| 1954–                   | 1972–                   | 1974–                | Labdarúgás          | 1982–            | 1988–               | 1986–                |
| 1971–                   | 1974–79; 1980–81; 1993– | 1974–79; 1980–       | Lacrosse            | 1982–            | 2001–               | 1985–                |
|                         |                         |                      | Softball            | 1982–            | 1982–               | 1982–                |
| 1980–                   | 1980–                   | 1980–                | Sportlövészet       | 1980–            | 1980–               | 1980–                |
|                         |                         |                      | Strandröplabda      | 2016–            | 2016–               | 2016–                |
| 1921–                   | 1963–                   | 1974–                | Szabadtéri atlétika | 1982–            | 1982–               | 1982–                |
| 1954–                   | 1954–                   | 1954–                | Síelés              | 1954–            | 1954–               | 1954–                |
| 1946–                   | 1963–                   | 1976–                | Tenisz              | 1982–            | 1982–               | 1982–                |
| 1938–                   | 1958–                   | 1973–                | Terepfutás          | 1981–            | 1981–               | 1981–                |
| 1938–                   | 1968–84                 |                      | Torna               | 1982–            | 1982–86             |                      |
| 1924–                   | 1964–                   | 1975–                | Úszás és műugrás    | 1982–            | 1982–               | 1982–                |
| 1941–                   | 1941–                   | 1941–                | Vívás               | 1941–            | 1941–               | 1941–                |
| 1969–                   | 1969–                   | 1969–                | Vízilabda           | 2001–            | 2001–               | 2001–                |

A feltüntetett sportokban az alább látható számú csapatok vesznek részt (2019–2020-as szezon):
| Sport               | Első divízió | Második divízió | Harmadik divízió |
| ------------------- | ------------ | --------------- | ---------------- |
| Baseball            | 299          | 261             | 389              |
| Kosárlabda          | 351          | 309             | 422              |
| Terepfutás          | 318          | 280             | 403              |
| Vívás               | 21           | 2               | 11               |
| Amerikai futball    | 255          | 168             | 246              |
| Golf                | 298          | 220             | 306              |
| Torna               | 14           | 0               | 1                |
| Jégkorong           | 60           | 7               | 84               |
| Lacrosse            | 74           | 74              | 247              |
| Sportlövészet       | 17           | 2               | 3                |
| Síelés              | 10           | 6               | 15               |
| Labdarúgás          | 204          | 213             | 417              |
| Úszás és műugrás    | 132          | 77              | 241              |
| Tenisz              | 251          | 160             | 331              |
| Beltéri atlétika    | 270          | 177             | 295              |
| Szabadtéri atlétika | 289          | 224             | 326              |
| Röplabda            | 23           | 25              | 108              |
| Vízilabda           | 25           | 8               | 16               |
| Bírkózás            | 78           | 64              | 108              |

| Sport               | Első divízió | Második divízió | Harmadik divízió |
| ------------------- | ------------ | --------------- | ---------------- |
| Kosárlabda          | 349          | 310             | 437              |
| Starndröplabda      | 62           | 17              | 5                |
| Bowling             | 34           | 34              | 19               |
| Terepfutás          | 348          | 301             | 422              |
| Vívás               | 27           | 2               | 15               |
| Gyeplabda           | 77           | 36              | 168              |
| Golf                | 266          | 196             | 240              |
| Torna               | 60           | 6               | 15               |
| Jégkorong           | 36           | 5               | 67               |
| Lacrosse            | 117          | 114             | 292              |
| Sportlövészet       | 22           | 2               | 3                |
| Evezés              | 88           | 16              | 46               |
| Síelés              | 11           | 7               | 15               |
| Labdarúgás          | 335          | 265             | 438              |
| Softball            | 296          | 288             | 411              |
| Úszás és műugrás    | 193          | 104             | 269              |
| Tenisz              | 311          | 221             | 368              |
| Beltéri atlétika    | 333          | 202             | 302              |
| Szabadtéri atlétika | 340          | 254             | 338              |
| Röplabda            | 333          | 297             | 432              |
| Vízilabda           | 34           | 12              | 19               |

## Főcsoportok
Az NCAA három divízióra van felosztva, a programok mérete szerint csökkenő sorrendbe.

### Első divízió
Jelmagyarázat
| Jelölés | Magyarázat                                                             |
| ------- | ---------------------------------------------------------------------- |
| *       | FBS amerikai futball-főcsoportok jelölése                              |
| **      | FCS amerikai futball-főcsoportok jelölése                              |
| Dőlt    | Főcsoportok, amelyek nem támogatnak amerikai futballt vagy kosárlabdát |

| - American Athletic Conference (The American) * - America East Conference - ASUN Conference - Atlantic 10 Conference (A-10) - Atlantic Coast Conference (ACC) * - Big 12 Conference (Big 12) * - Big East Conference - Big Sky Conference ** - Big South Conference ** - Big Ten Conference (Big Ten vagy B1G) * - Big West Conference - Coastal Collegiate Sports Association (CCSA) - Colonial Athletic Association (CAA) ** - Conference USA (C-USA) * - Horizon League - Ivy League ** - Metro Atlantic Athletic Conference (MAAC) - Mid-American Conference (MAC) * | - Mid-Eastern Athletic Conference (MEAC) ** - Missouri Valley Conference (MVC) - Mountain Pacific Sports Federation (MPSF) - Mountain West Conference (MW) * - Northeast Conference (NEC) ** - Ohio Valley Conference (OVC) ** - Pac-12 Conference (Pac-12) * - Patriot League ** - Southeastern Conference (SEC) * - Southern Conference (SoCon) ** - Southland Conference (SLC) ** - Southwestern Athletic Conference (SWAC) ** - The Summit League (The Summit) - Sun Belt Conference (SBC) * - West Coast Conference (WCC) - Western Athletic Conference (WAC) - NCAA Division I Independents |

#### Első divíziós FCS csak amerikai futballt támogató főcsoportok
- Missouri Valley Football Conference

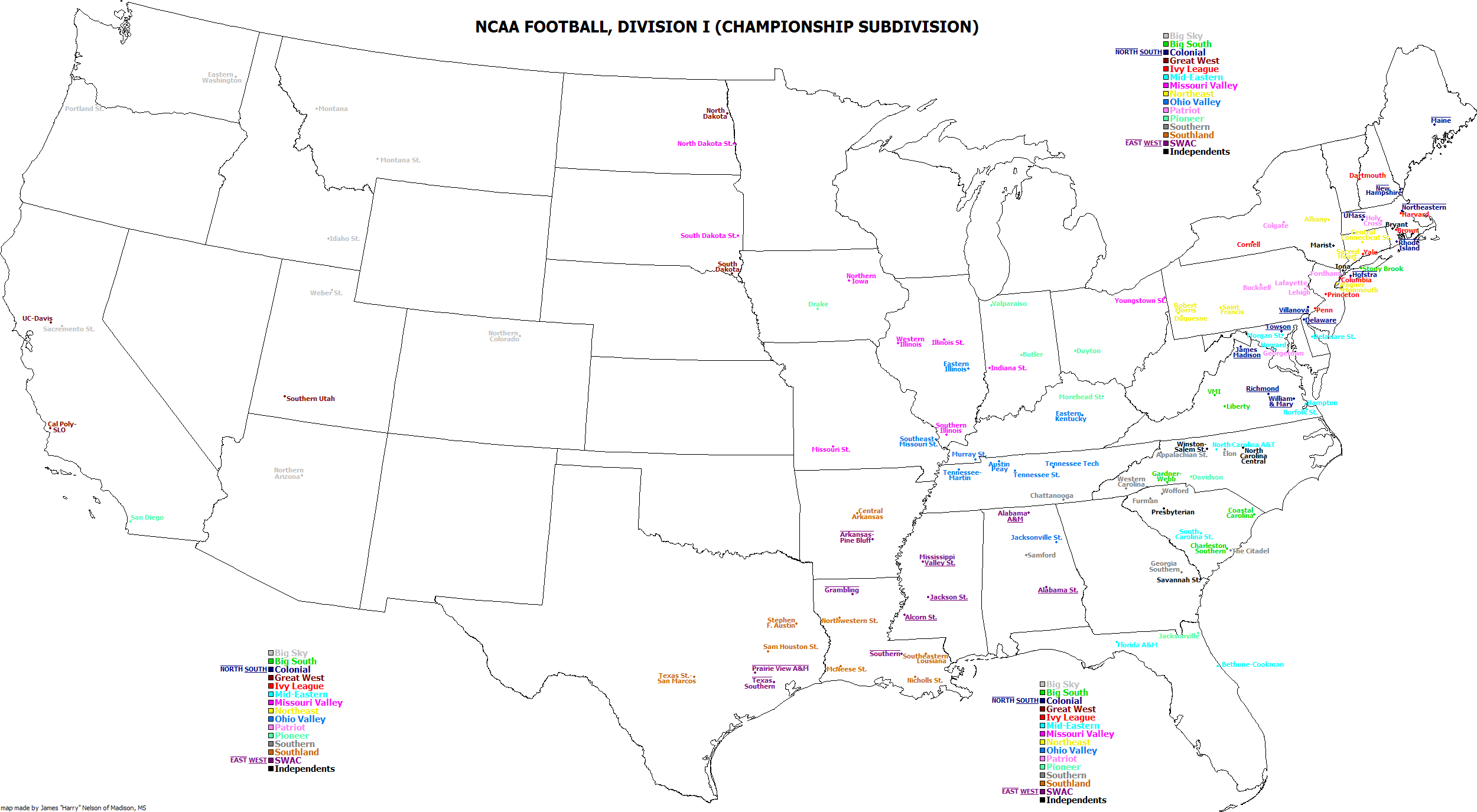
NCAA Első divíziós FCS iskolák térképe

- Pioneer Football League

#### Első divíziós csak jégkorongot támogató főcsoportok
Csak férfiak
- Atlantic Hockey
- Central Collegiate Hockey Association (CCHA) – 2021-ben újraindíttották; korábban 1971–2013 között működött
- National Collegiate Hockey Conference (NCHC)

Csak nők
- College Hockey America
- New England Women’s Hockey Alliance (NEWHA)
- Western Collegiate Hockey Association (WCHA)

Férfiak és nők
- ECAC Hockey
- Hockey East

### Második divízió
| - California Collegiate Athletic Association (CCAA) - Central Atlantic Collegiate Conference (CACC) - Central Intercollegiate Athletic Association (CIAA) - Conference Carolinas (CC) - East Coast Conference (ECC) - Great American Conference (GAC) - Great Lakes Intercollegiate Athletic Conference (GLIAC) - Great Lakes Valley Conference (GLVC) - Great Midwest Athletic Conference (G-MAC) - Great Northwest Athletic Conference (GNAC) - Gulf South Conference (GSC) - Lone Star Conference (LSC) | - Mid-America Intercollegiate Athletics Association (MIAA) - Mountain East Conference (MEC) - Northeast-10 Conference (NE-10) - Northern Sun Intercollegiate Conference (NSIC) - Pacific West Conference (PacWest) - Peach Belt Conference (PBC) - Pennsylvania State Athletic Conference (PSAC) - Rocky Mountain Athletic Conference (RMAC) - South Atlantic Conference (SAC) - Southern Intercollegiate Athletic Conference (SIAC) - Sunshine State Conference (SSC) - NCAA Division II Independents |

### Harmadik divízió
| - Allegheny Mountain Collegiate Conference (AMCC) - American Rivers Conference (ARC) - American Southwest Conference (ASC) - Atlantic East Conference (AEC) - Centennial Conference (Centennial) - City University of New York Athletic Conference (CUNYAC) - Coast to Coast Athletic Conference (C2C) - College Conference of Illinois and Wisconsin (CCIW) - Collegiate Conference of the South (CCS) - Colonial States Athletic Conference (CSAC) - Commonwealth Coast Conference (CCC) - Empire 8 (E8) - Great Northeast Athletic Conference (GNAC) - Heartland Collegiate Athletic Conference (HCAC) - Landmark Conference (Landmark) - Liberty League (Liberty) - Little East Conference (LEC) - Massachusetts State Collegiate Athletic Conference (MASCAC) - Michigan Intercollegiate Athletic Association (MIAA) - Middle Atlantic Conferences (MAC) – Esernyőszervezet az alábbi három főcsoportból: - MAC Commonwealth, tizennégy sportot támogat, de az amerikai futballt nem - MAC Freedom, ugyanazt a tizennégy sportot támogatja - Middle Atlantic Conference, tizenhárom sportot támogat, beleértve az amerikai futballt | - Midwest Conference (Midwest or MWC) - Minnesota Intercollegiate Athletic Conference (MIAC) - New England Collegiate Conference (NECC) - New England Small College Athletic Conference (NESCAC) - New England Women’s and Men’s Athletic Conference (NEWMAC) - New Jersey Athletic Conference (NJAC) - North Atlantic Conference (NAC) - North Coast Athletic Conference (NCAC) - North Eastern Athletic Conference (NEAC) - Northern Athletics Collegiate Conference (NACC) - Northwest Conference (NWC) - Ohio Athletic Conference (OAC) - Old Dominion Athletic Conference (ODAC) - Presidents’ Athletic Conference (PAC) - Skyline Conference (Skyline) - Southern Athletic Association (SAA) - Southern California Intercollegiate Athletic Conference (SCIAC) - Southern Collegiate Athletic Conference (SCAC) - State University of New York Athletic Conference (SUNYAC) - St. Louis Intercollegiate Athletic Conference (SLIAC) - University Athletic Association (UAA) - Upper Midwest Athletic Conference (UMAC) - USA South Athletic Conference (USA South) - Wisconsin Intercollegiate Athletic Conference (WIAC) - NCAA Division III Independents |

#### Harmadik divíziós csak amerikai futballt támogató főcsoportok
- Commonwealth Coast Football (CCC Football) – New England Football Conference néven indult 1965-ben; a Commonwealth Coast Conference átvette felette az irányítást a 2016-os szezont követően, bár maga a liga jogilag külön entitás.
- Eastern Collegiate Football Conference (ECFC)

#### Más csak egy sportot támogató harmadik divíziós főcsoportok
- Continental Volleyball Conference (CVC) – férfi röplabda
- ECAC East – férfi és női jégkorong
- ECAC Northeast – férfi jégkorong
- ECAC West – férfi és női jégkorong
- Midwest Collegiate Volleyball League (MCVL) – férfi jégkorong
- Midwest Lacrosse Conference (MLC) – férfi lacrosse
- Midwest Women’s Lacrosse Conference (MWLC) – női lacrosse
- Northern Collegiate Hockey Association (NCHA) – férfi és női jégkorong
- United Collegiate Hockey Conference (UCHC) – férfi és női jégkorong
- United Volleyball Conference (UVC) – férfi röplabda

## Szponzorok
| Szponzor               | Szponzoráció kezdete |
| ---------------------- | -------------------- |
| Buffalo Wild Wings     | 2015                 |
| AT&T                   | 2001                 |
| Coca-Cola              | 2002                 |
| GEICO                  | 2018                 |
| Enterprise Rent-A-Car  | 2005                 |
| Lowe’s                 | 2005                 |
| CapitalOne             | 2008                 |
| Nabisco (Ritz és Oreo) | 2017                 |
| Hershey’s (Reese’s)    | 2009                 |
| Google Cloud           | 2017                 |
| UPS                    | 2009                 |
| Nissan (Infiniti)      | 2010                 |
| Wendy’s                | 2016                 |
| Pizza Hut              | 2016                 |
| Intel                  | 2017                 |
| General Motors (Buick) | 2013                 |
| Marriott               | 2017                 |
| Uber Eats              | 2018                 |